# Preprega
Prepréga ali aponevróza je v anatomiji široka kita ali večja plast fibroznega veziva. Poglavitna vloga preprege je povezanje mišic s kostmi ali drugimi mišicami.

## Trebušne preprege
V trebuhu so dvoje preprege, prednje trebušne preprege (anteriorne abdominalne aponevroze) in zadajšnje ledvene preprege (posteriorne lumbalne aponevroze.
Prednje trebušne preprege se nahajajo na površini preme trebušne mišice in mejijo na zunanjo poševno trebušno mišico, veliko in malo prsno mišico ter široko hrbtno mišico.
Zadajšnje ledvene preprege se prekrivajo mišice musculi multifidi in mišico vzravnalko hrbtenice.

## Dlanske in podplatne preprege
Dlanske preprege (palmarne aponevroze) so snopi veziva, ki potekajo žarkasto iz dolge dlanske mišice proti bazi prstov, podplatne preprege (plantarne aponevroze) pa snopi veziva, ki potekajo žarkasto s petnice proti bazi prstov.

## Jezična in nebna preprega
Jezična preprega (aponevroza jezika) je plast veziva pod sluznico jezika, nebna preprega (palatalna aponevroza) pa vezivna plošča, ki se narašča na zadajšnji del trdega neba in je pripenjališče mišic mehkega neba.

## Preprege pernatih mišic
Pernate mišice (pri njih vlakna potekajo v razporeditvi, ki spominja na pero) so običajno pritrjene na dve prepregi. Mišična vlakna pernatih mišic povezujejo obe prepregi, le-ti pa se nato nadaljujeta v kito, ki je pritrjena na kost. Podobno kot kite se preprega razteza zaradi sil, ki se prenesejo iz pritrjene pernate mišice, ter tako absorbira energijo ter jo kot vzmet ob razbremenitvi spet odda.